# Milan Marić

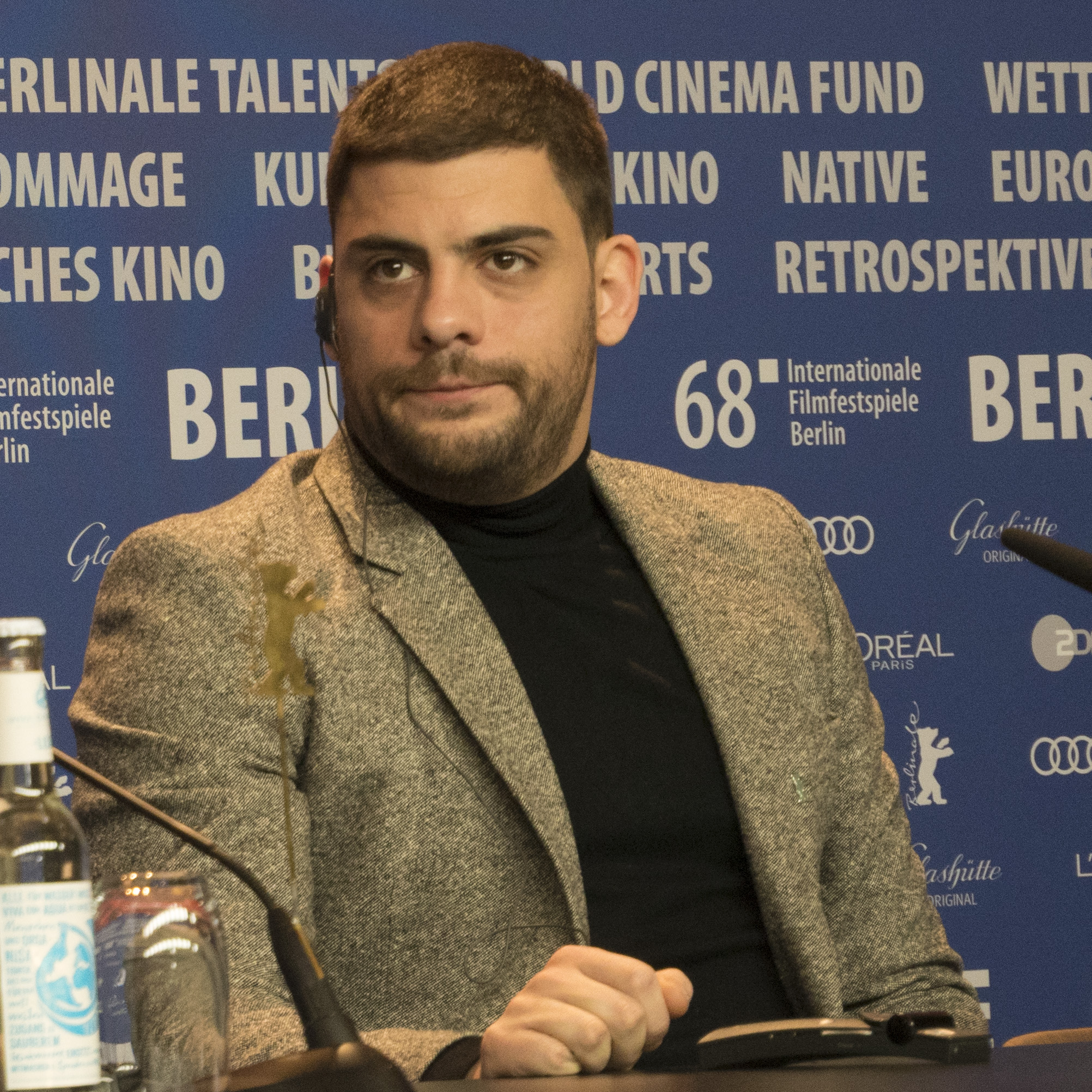
Milan Maric bei der 68. Berlinale, 2018

Milan Marić (serbisch-kyrillisch Милан Марић; * 31. Juli 1990 in Belgrad) ist ein serbischer Filmschauspieler.

## Leben
Milan Marić wurde 1990 in Belgrad im damaligen Jugoslawien geboren. Er studierte an der Fakultät für Drama der Universität der Künste Belgrad.
Nach einigen kleineren Rollen und Besetzungen in Kurzfilmen erhielt er in der Filmbiografie Dowlatow von Alexei German, die der Regisseur 2018 im Rahmen der Internationalen Filmfestspiele Berlin vorstellte, die Titelrolle des russischen Schriftstellers Sergei Dowlatow. Es folgten Engagements für die Fernsehserien Jutro ce promeniti sve, Vojna akademija, Besa und Drzavni sluzbenik.
Im Rahmen der Berlinale 2019 wurde Marić als European Shooting Star ausgezeichnet. Im darauffolgenden Jahr stellte Srđan Golubović dort das Filmdrama Otac vor, in dem Marić ebenfalls eine Nebenrolle erhalten hatte.

## Filmografie (Auswahl)
- 2010: Cetvrtak (Kurzfilm)
- 2014: Branio sam Mladu Bosnu
- 2016: A Good Wife (Dobra zena)
- 2016: Vlaznost#
- 2018: Dowlatow
- 2018: Jutro ce promeniti sve (Fernsehserie, 12 Folgen)
- 2018: Vojna akademija (Fernsehserie, 14 Folgen)
- 2019: Besa (Fernsehserie, 8 Folgen)
- 2019–20: Drzavni sluzbenik  (Fernsehserie, 24 Folgen)
- 2020: Vater – Otac (Otac)
- 2021: Toma

## Auszeichnungen
Internationale Filmfestspiele Berlin
- 2019: Auszeichnung als European Shooting Star

YoungCuts Film Festival
- 2010: Auszeichnung als Bester Schauspieler (Cetvrtak)